# Michel Vasson
Michel Vasson, né le 20 juin 1873 à Romagnat où il est mort le 23 septembre 1924, est un poète français.
Originaire d'Auvergne, dont il se fait parfois le chantre à travers des poèmes publiés dans La Veillée d'Auvergne, il publie au début du XXe siècle trois recueils de poésie.

## Œuvres

### Poésie
- Vers l’oubli, 1905
- Les Festins de la mort, 1906
- Le Cri du néant, 1908 (Lire sur Gallica)